# منيلنيك
منيلنيك (بالتشيكية: Mělník)‏ هي بلدة في إقليم بوهيميا الوسطى في جمهورية التشيك، وهي مركز مقاطعة منيلنيك.
يبلغ عدد سكان هذه البلدة 19,139 حسب إحصاء في سنة 2014.

## معرض صور

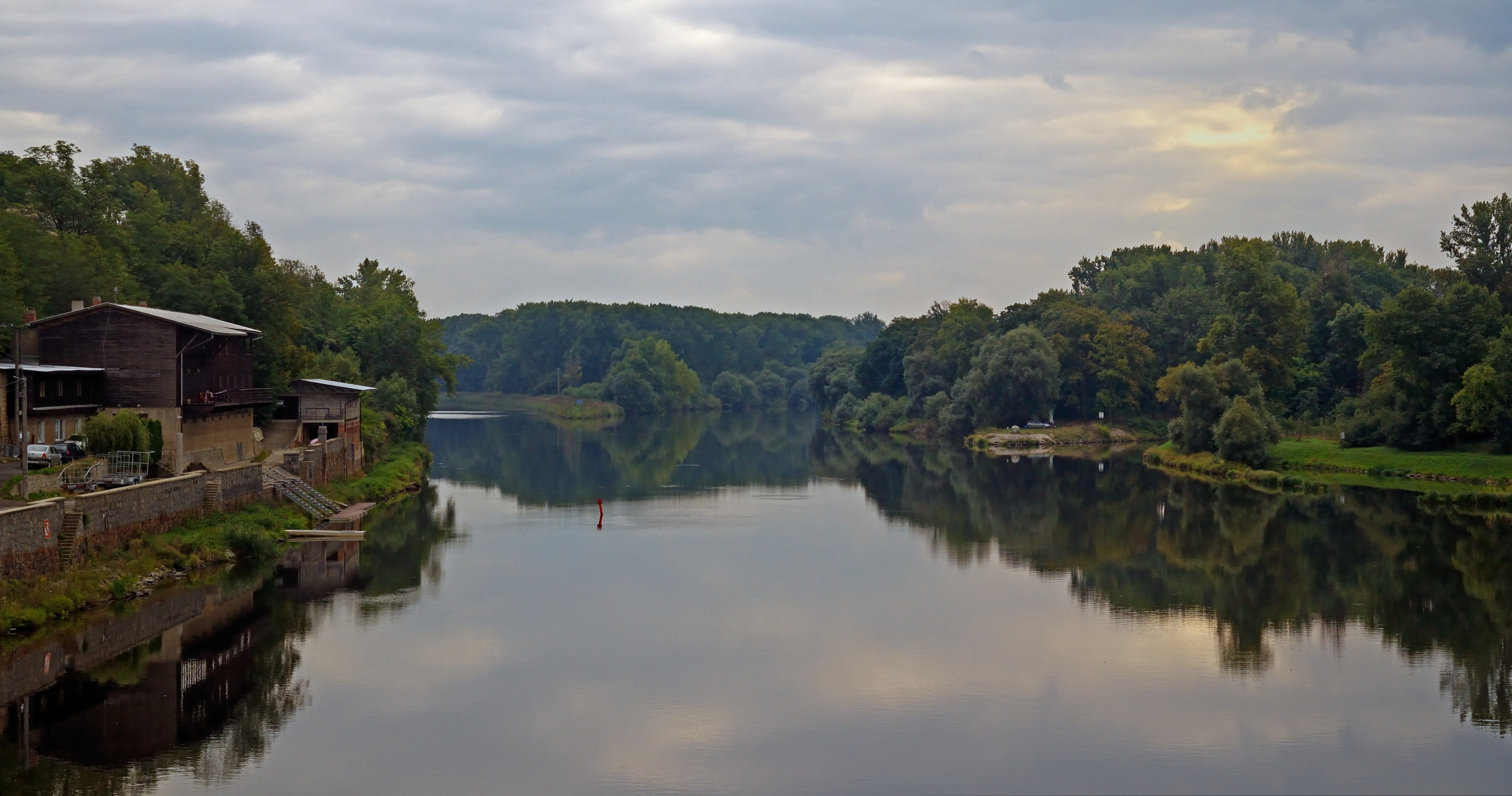
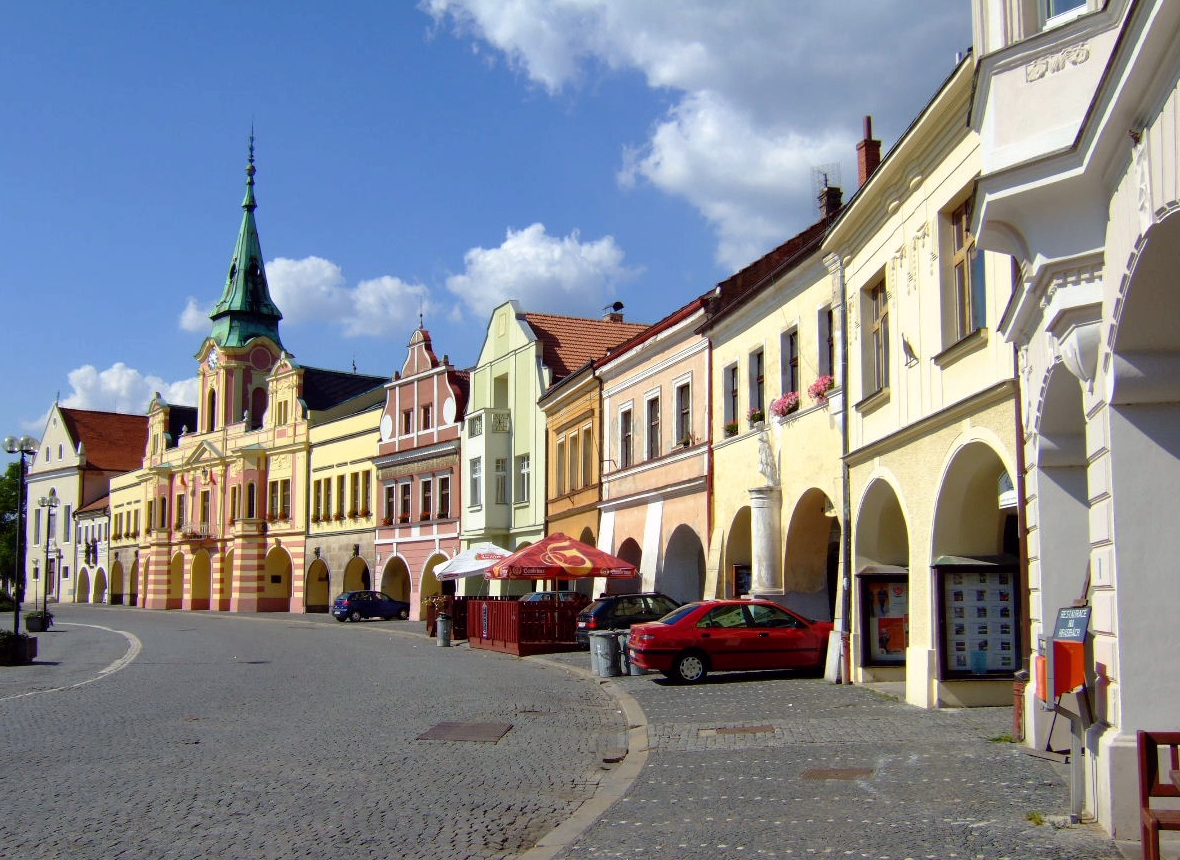
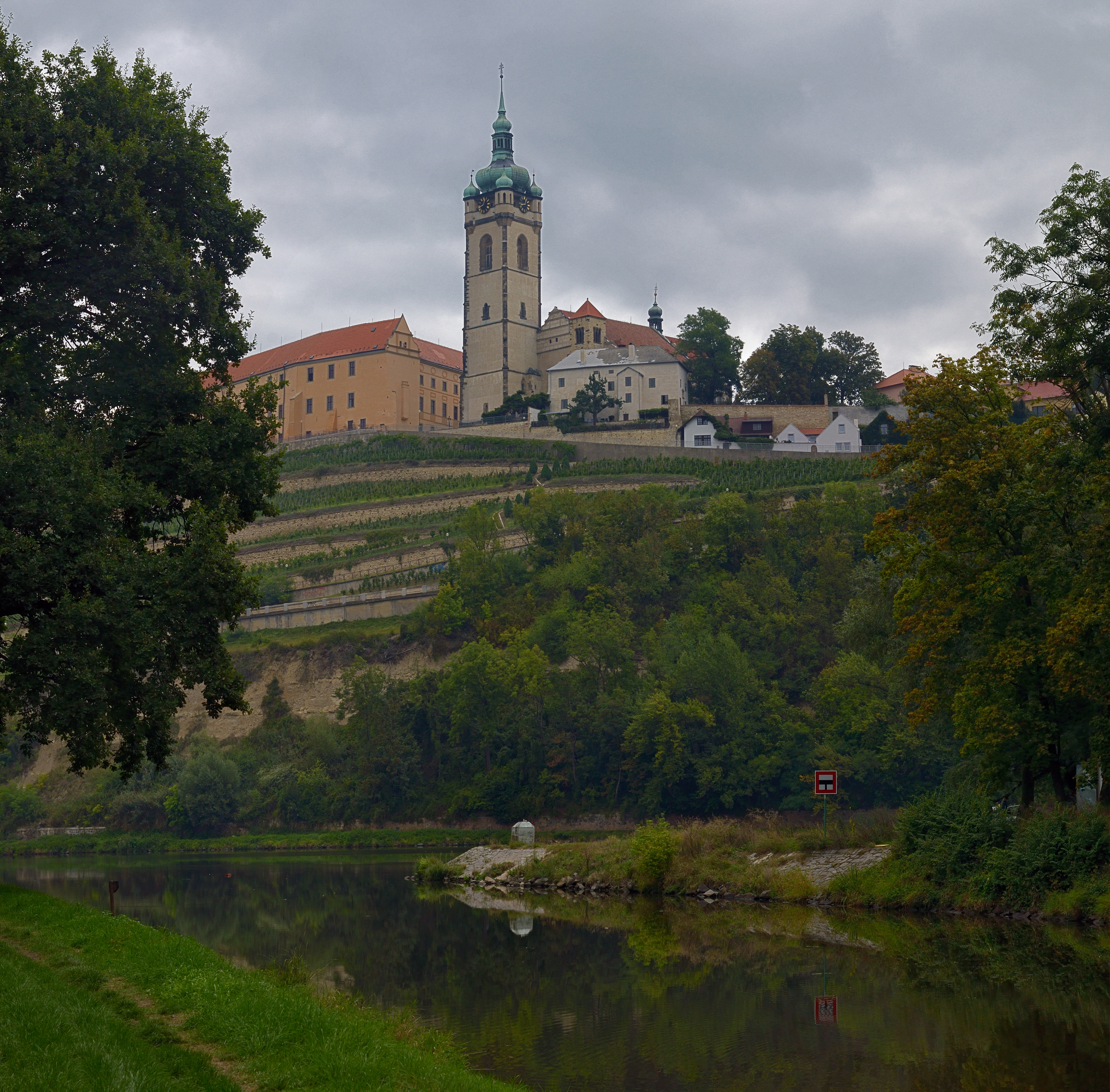

## توأمة
لمنيلنيك اتفاقيات توأمة مع كل من:
- فيتسيكون
- Przeworsk [الإنجليزية]‏
- أورانينبورغ
- ميلنيك

## أعلام
- زدينيك آداميك
- باربرا دي تسليه
- رودولف كراج
- ميروسلاف فورمان